# Post Malone
Post Malone, pseudonimo di Austin Richard Post (Syracuse, 4 luglio 1995), è un cantautore, rapper e produttore discografico statunitense.
È salito alla ribalta grazie al singolo di debutto White Iverson, pubblicato nel febbraio del 2015. Sempre nel 2015 firma un contratto discografico con la Republic Records e in seguito pubblica l'album in studio di debutto Stoney, portato al successo da Congratulations, in collaborazione con Quavo, che ha raggiunto l'ottava posizione della Billboard Hot 100 statunitense. Ha raggiunto la fama a livello internazionale con il secondo album in studio, intitolato Beerbongs & Bentleys, che è stato pubblicato il 27 aprile 2018 ed è stato certificato disco di platino negli Stati Uniti a poco meno di 24 ore dall'uscita. Esso è stato trainato dai singoli Rockstar e Psycho, che si sono spinti fino al primo posto nelle classifiche musicali di vari Paesi, tra cui quella statunitense. Nel 2019 è stato il turno del terzo album Hollywood's Bleeding, che ha bissato il successo del predecessore e contiene al suo interno la hit planetaria Circles.
Nel 2018, Stoney riesce a battere Thriller di Michael Jackson per numero di settimane consecutive di presenza nelle prime dieci posizioni della Top R&B/Hip-Hop Albums, superando le 76 segnate dal Re del Pop. Sebbene tendenzialmente venga considerato come un rapper, Post Malone ha affermato in varie interviste di non essere d'accordo con tale etichetta, poiché non gli piace avere limiti quando crea la sua musica: infatti nei suoi lavori riesce a variare da canzoni puramente hip hop ad altre orientate verso il pop e l'indie.
Tra gli artisti musicali più venduti con oltre 80 milioni di dischi venduti, Malone ha vinto 10 Billboard Music Awards, 3 American Music Awards e 1 MTV Video Music Award e ha ricevuto 9 nomination ai Grammy Award. Detiene diversi record nelle classifiche di Billboard: è il primo artista solista a raggiungere la vetta delle classifiche Rap Airplay e Adult Contemporary, mentre Circles ha stabilito il record per la scalata più lunga al numero uno (41 settimane) nella classifica Adult Contemporary.

## Biografia

### Esordi

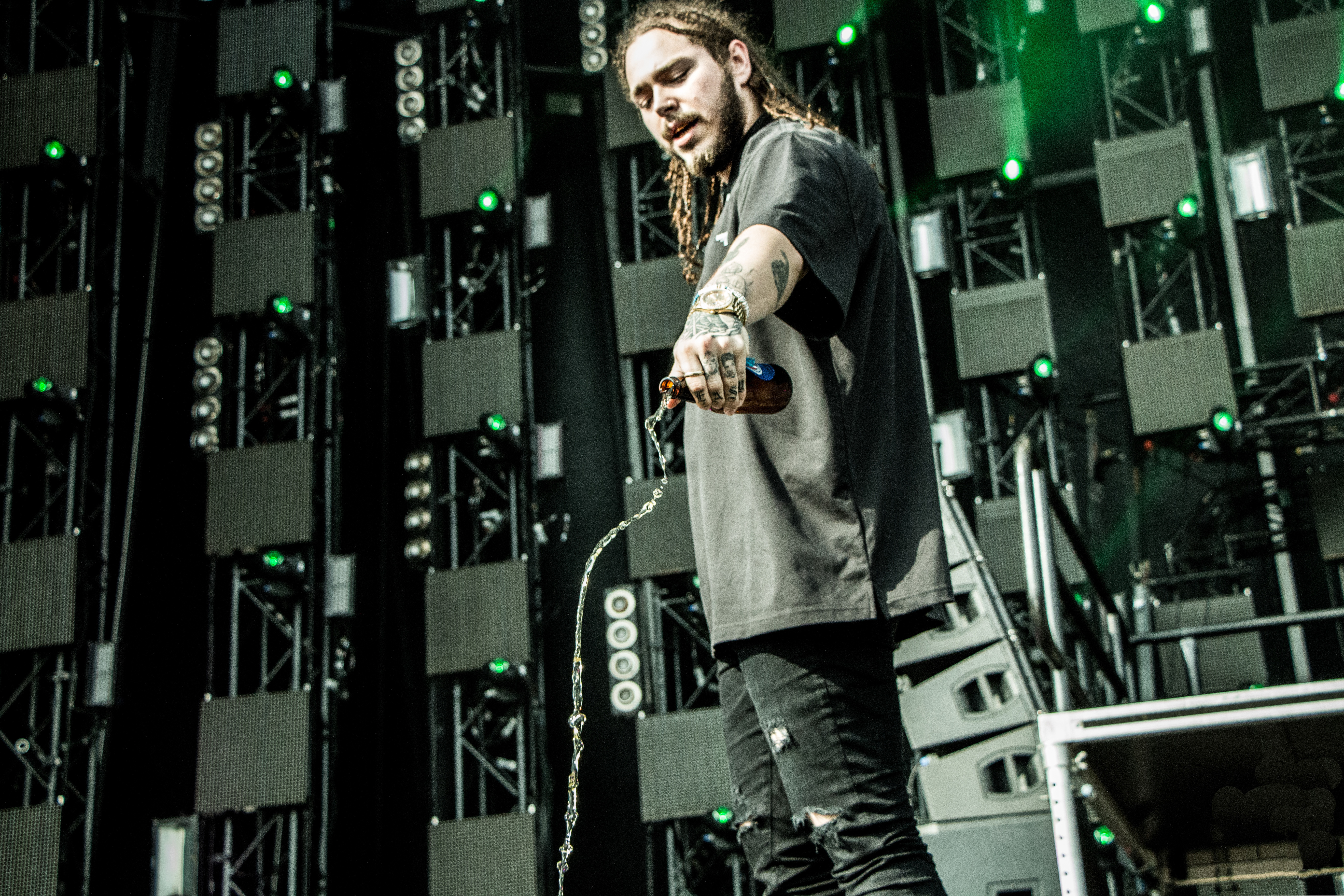
Post Malone nel 2016

Austin Richard Post è nato il 4 luglio 1995 a Syracuse, New York. Post fu cresciuto dal padre Rich Post e dalla matrigna Jodie. Suo padre ha lavorato come disc jockey in gioventù e lo ha introdotto a molti generi musicali, tra i quali l'hip hop, il country e il rock.
Quando Post aveva nove anni, lui e la sua famiglia si trasferirono a Grapevine, in Texas, dopo che suo padre divenne il manager delle concessioni per i Dallas Cowboys. Post ha iniziato a suonare la chitarra e il provino per la band Crown the Empire nel 2010, ma è stato rifiutato dopo che le sue corde della chitarra si sono rotte durante l'audizione. Ha accreditato il suo interesse iniziale per l'apprendimento della chitarra nel popolare videogioco Guitar Hero. Secondo Post, la sua prima vera incursione nella musica professionale è iniziata quando era in una band heavy metal. Poco dopo, dice che è passato a rock più soft e hip hop, prima di iniziare a sperimentare su FL Studio. A 16 anni, usando Audacity, Post ha creato il suo primo mixtape Young and After Them Riches. Lo mostrò ad alcuni dei suoi compagni di classe alla Grapevine High School. È stato votato "Più probabile che diventi famoso" dai suoi compagni di classe come alunno delle superiori. Ha lavorato per Chicken Express durante la sua adolescenza.
Si iscrisse al Tarrant County College ma si ritirò. Dopo aver lasciato il college, Post si è trasferito a Los Angeles, in California con il suo amico di lunga data Jason Probst, uno streamer professionista. Dopo essersi trasferiti a Los Angeles, Post, Probst e molti altri produttori e artisti hanno formato il gruppo musicale BLCKVRD e registrato musica insieme. Diversi membri del gruppo, tra cui Post, si sono trasferiti insieme in una casa di San Fernando. Mentre viveva nella casa di San Fernando, Austin ha incontrato 1st Down di FKi.

### 2015–2016:Stoney

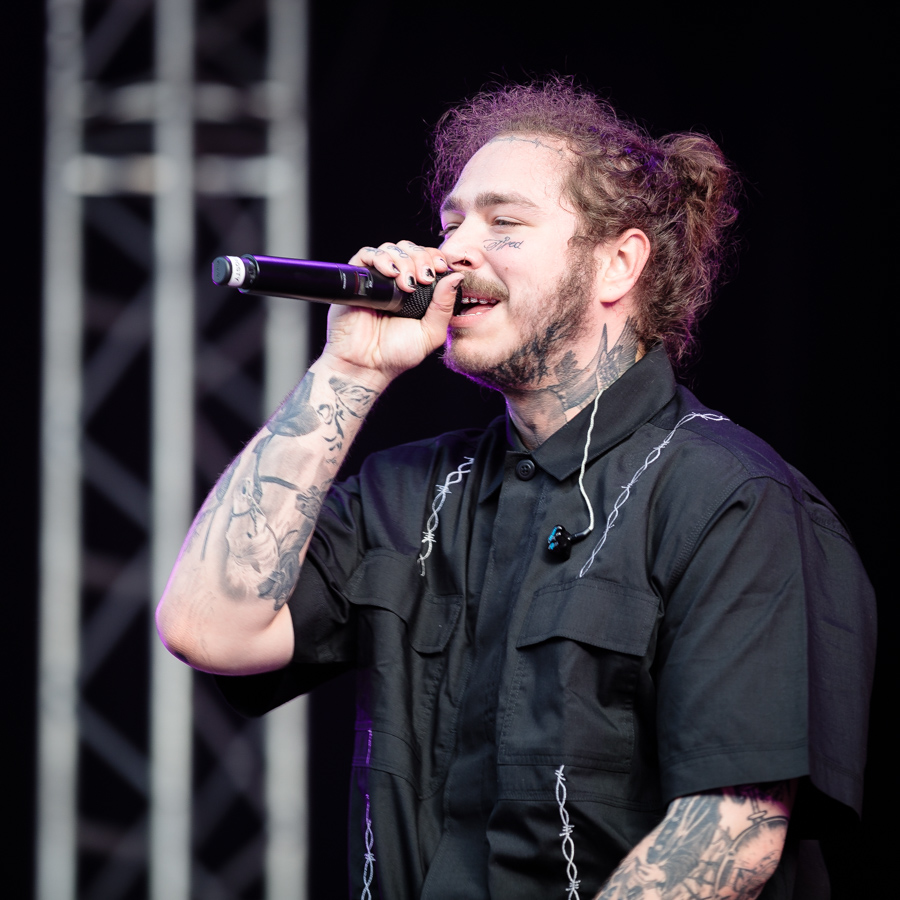
Post Malone nel 2017

Austin dice di aver scelto Post Malone come nome d'arte all'età di 14 o 15 anni. Si diceva che il nome fosse un riferimento al giocatore di basket professionista Karl Malone, ma ha poi spiegato che mentre "Post" è il suo cognome, ha usato un generatore di nomi rap per ottenere "Malone". Ha incontrato 1st e Rich di FKi e Rex Kudo che hanno prodotto diversi brani di Post, tra cui il singolo di debutto White Iverson. Post ha registrato la canzone due giorni dopo averla scritta. A febbraio 2015, al termine, è stato caricato nell'account SoundCloud di Post. La canzone ha raggiunto la posizione numero 14 della classifica Billboard Hot 100 negli Stati Uniti. Il 19 luglio 2015 Post ha pubblicato un video musicale di White Iverson; Mac Miller e Wiz Khalifa hanno elogiato il singolo, mentre è stato aspramente criticato da artisti come Earl Sweatshirt.
Dopo aver raggiunto un milione di visualizzazioni nel giro di un mese dalla pubblicazione di White Iverson, Post ha rapidamente attirato l'attenzione di alcune case discografiche. Nell'agosto 2015 ha firmato un contratto discografico con Republic Records. Post in seguito ha lavorato con numerosi rapper di spicco del calibro di 50 Cent e Young Thug. Nell'agosto 2015 si è esibito alla festa per il diciottesimo compleanno di Kylie Jenner, dove ha incontrato Kanye West, che ha apprezzato la sua musica, portando a collaborare con Post sulle note di Fade contenuto nell'album di West The Life of Pablo. Più tardi iniziò la sua collaborazione con il cantante canadese Justin Bieber, che portò Post ad aprire i concerti del Purpose World Tour di Bieber. Il 20 aprile 2016 Post ha presentato il nuovo singolo Go Flex ai microfoni del programma radiofonico di Zane Lowe Beats 1. Il 12 maggio 2016 ha pubblicato il suo primo progetto musicale completo, un mixtape intitolato August 26,  il cui titolo era un riferimento alla data di pubblicazione originariamente prevista per il suo album di debutto. Il 9 giugno 2016 Post ha realizzato il suo debutto televisivo, apparendo nel programma Jimmy Kimmel Live!, esibendosi con Go Flex.
Nell'agosto 2016 Post si scusò per il suo album, Stoney, reso disponibile per il pre-ordine il 4 novembre e pubblicato il 9 dicembre successivo. Post più tardi ha continuato a chiamare l'album "mediocre", nonostante l'impatto commerciale ottenuto dal singolo Congratulations in collaborazione con il rapper Quavo, che si è spinto fino all'ottava posizione della Billboard Hot 100. Stoney è stato trainato dal successo tardivo dei singoli I Fall Apart e Deja Vu, quest'ultimo in collaborazione con Justin Bieber. L'album è stato successivamente certificato doppio platino dalla RIAA a ottobre 2017.

### 2017–2018:Beerbongs & Bentleyse il successo internazionale
Nel febbraio 2017, Post ha rivelato il titolo del suo prossimo progetto, Beerbongs & Bentleys, inizialmente in uscita a dicembre, prima di essere posticipato al 2018. A settembre, Malone ha pubblicato il primo singolo dal suo album, Rockstar. La canzone ha raggiunto il primo posto nella classifica Billboard Hot 100 statunitense, e nel dicembre 2017, ha tenuto la posizione per otto settimane consecutive, spingendo la rivista Rolling Stone a definire Malone come «uno dei musicisti più famosi del Paese» nel 2017. La stessa hit vinse il premio come canzone dell'anno nell'agosto 2018 agli Mtv Music Awards. A novembre, Malone ha pubblicato il video musicale ufficiale per Rockstar, diretto da Emil Nava. Il 23 febbraio 2018 è uscito in collaborazione con Ty Dolla Sign il singolo Psycho. Nel suo concerto a Nashville, Post Malone ha annunciato la data di uscita del suo nuovo disco Beerbongs & Bentleys, pubblicato poi il 27 aprile.
Il 18 ottobre 2018 viene pubblicato il singolo Sunflower in collaborazione con il rapper Swae Lee, facente parte della colonna sonora del film d'animazione Spider-Man - Un nuovo universo, mentre il 24 dicembre successivo è stato distribuito sulle principali piattaforme di streaming e download digitale il singolo Wow. Il videoclip di Wow è stato pubblicato il 19 marzo 2019.
Malone è stato nominato quattro volte ai Grammy Awards 2019 per Beerbongs & Bentleys incluse le categorie di album dell'anno e registrazione dell'anno; tuttavia, non è risultato vincitore di alcun premio. Il rapper si comunque è esibito con il gruppo musicale dei Red Hot Chili Peppers durante la cerimonia di premiazione tenutasi il 10 febbraio 2019.

### 2019–2020:Hollywood's Bleeding

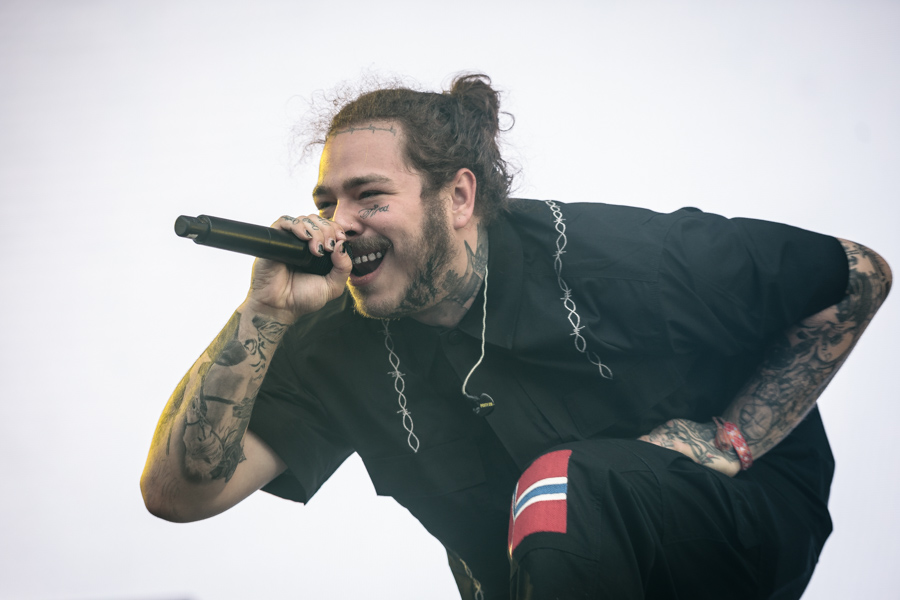
Post Malone nel 2018.

Il 26 agosto 2019 annuncia il suo nuovo album, dal titolo Hollywood's Bleeding, il quale è stato ufficialmente pubblicato il 6 settembre. L'album ha debuttato direttamente alla posizione numero uno della Billboard 200 statunitense con una vendita pari a 489 000 unità. L'album è stato anticipato dall'uscita dei singoli Goodbyes e Circles, rispettivamente pubblicati il 5 luglio e il 30 agosto ed accompagnati dai relativi videoclip.
Il 12 marzo 2020 Post Malone si è regolarmente esibito al Pepsi Center di Denver durante una delle date del suo Runaway Tour al cospetto di oltre 13 000 presenti, nonostante il giorno precedente l'Organizzazione mondiale per la salute avesse ufficialmente dichiarato la pandemia di COVID-19; tale scelta ha attirato numerose critiche. Nel corso della stessa giornata, le restanti date del tour vennero posticipate a data da destinarsi. Il 15 aprile 2020 compare nel videoclip di Tryna F*ck Me Over del rapper 50 Cent. Nella notte del 24 aprile, insieme al batterista Travis Barker, è stato protagonista di un concerto tributo al gruppo musicale dei Nirvana in diretta streaming, organizzato per raccogliere fondi devoluti all'Organizzazione mondiale per la salute per combattere la pandemia di COVID-19. Lo spettacolo è stato apprezzato dall'ex bassista dei Nirvana Krist Novoselic, l'ex batterista Dave Grohl e la vedova di Kurt Cobain nonché cantante Courtney Love. 

### 2021–2022:Twelve Carat Toothache

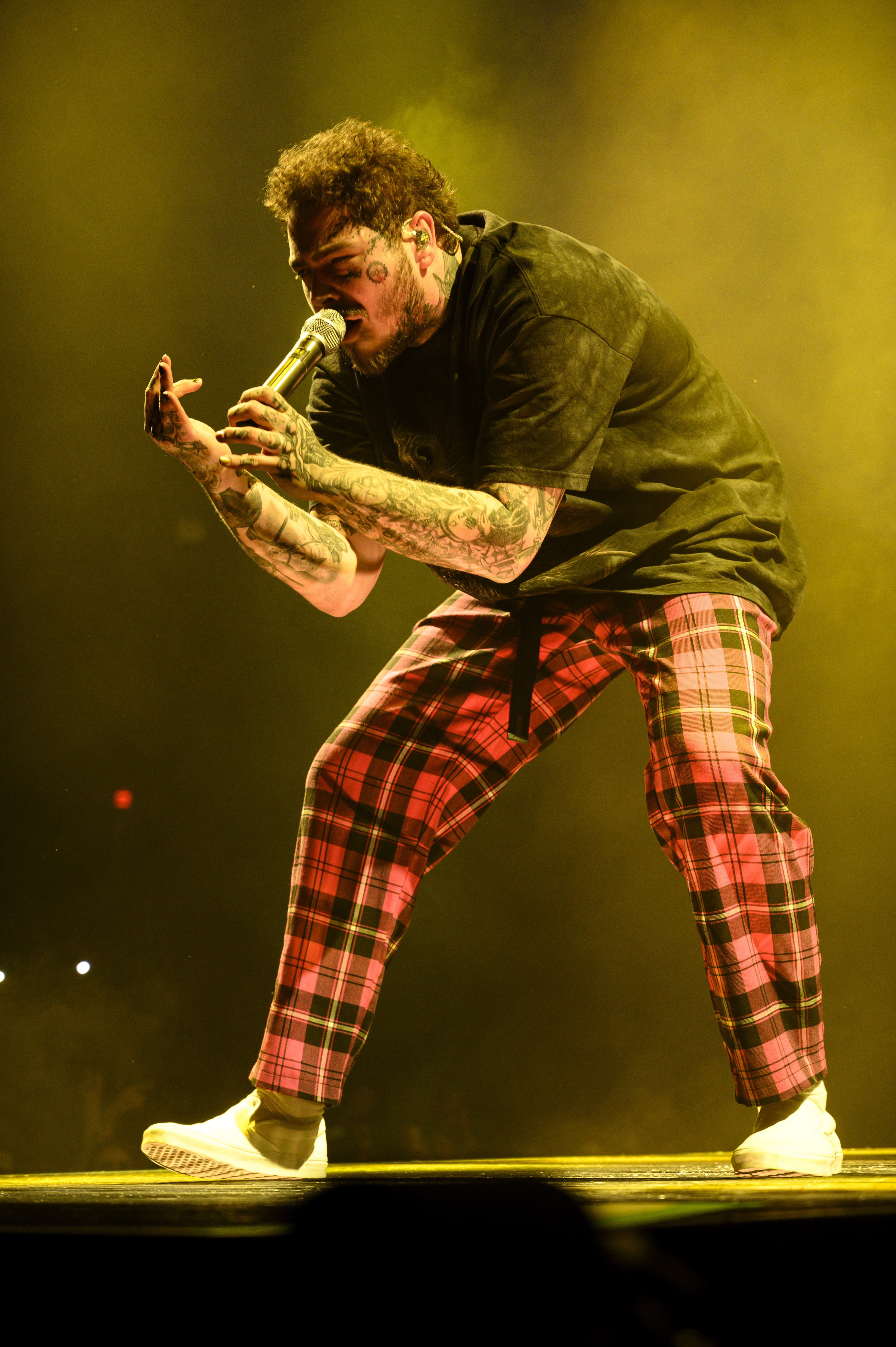
Malone si esibisce a Rosemont nel febbraio 2020

Nel febbraio 2021, in occasione del venticinquesimo anniversario della nascita del media franchise giapponese Pokémon, creato da Satoshi Tajiri, Post Malone incide una propria versione del brano Only Wanna Be With You di Hootie & the Blowfish. Nel corso dello stesso anno vengono pubblicati i singoli Mötley Crew e One Right Now, quest'ultimo in collaborazione del cantante canadese The Weeknd. One Right Now serve da primo estratto ufficiale dal quarto album di inediti di Malone, il cui titolo Twelve Carat Toothache viene rivelato dal rapper stesso durante un'intervista concessa a Billboard nel gennaio 2022. Nello stesso anno esegue il brano Chip N' Dale's Rescue Rangers Theme per il film Cip & Ciop agenti speciali sigla dell'omonima serie televisiva del 1989, originariamente interpretata da Jeff Pescetto nella serie e da The Jets nelle uscite dell'album.
Dopo averne fissato la data di pubblicazione al 3 giugno successivo, Malone pubblica il secondo estratto Cooped Up, in collaborazione con Roddy Ricch. Il brano viene eseguito dal vivo durante la partecipazione di Malone al talk show Saturday Night Live; nel corso della stessa puntata, Malone ha anche eseguito dal vivo la traccia inedita Love/Hate Letter to Alcohol, insieme al gruppo dei Fleet Foxes. Twelve Carat Toothache viene accolto da un moderato successo commerciale e di critica a livello internazionale.
Per il film del 2022 "Chip 'n Dale: Rescue Rangers", Malone ha interpretato la sigla dell'omonima serie televisiva del 1989, originariamente interpretata da Jeff Pescetto nella serie.
Il 12 agosto 2022, il film documentario Runaway è stato presentato in anteprima su Amazon Prime Video. Ha mostrato momenti dietro le quinte della prima tappa del Runaway Tour nel 2019, nonché esibizioni di alcune delle date in evidenza, come New York City, Chicago e il Posty Fest 2019 ad Arlington.

### 2023:The Diamond CollectioneAustin
Nell'aprile 2023, Malone ha annunciato che stava lavorando a un nuovo album. Il 14 aprile, Malone ha pubblicato Chemical, come singolo principale del suo prossimo quinto album in studio. Il 21 aprile 2023, Malone pubblicò The Diamond Collection, una compilation di nove canzoni composta dai suoi otto singoli da record certificati diamante dalla RIAA, insieme al singolo Chemical. Il 21 aprile 2023, insieme a The Kid Laroi, Malone è apparso nel brano What You Say del rapper statunitense YoungBoy Never Broke Again, in seguito nel sesto album in studio di quest'ultimo, Don't Try This At Home.
Il 16 maggio 2023, Malone ha annunciato che il suo quinto album in studio, Austin, sarebbe stato pubblicato il 28 luglio 2023. Il 19 maggio, Mourning è stato pubblicato come secondo estratto dall'album. Il 14 luglio è stato pubblicato il terzo singolo, Overdrive. Il 17 luglio 2023 partecipa a una nuova versione del brano Dial Drunk, del cantautore statunitense Noah Kahan, contenente delle parti aggiuntive cantate da Malone. Il brano ha raggiunto la posizione 25 della Billboard Hot 100.

### 2024:F-1 Trillion
L'11 febbraio 2024, in occasione della 58ª edizione del Super Bowl, il rapper si è esibito con l'inno patriottico America the Beautiful. Il 5 febbraio 2024, attraverso i suoi canali social, la cantautrice statunitense Taylor Swift pubblica la tracklist del suo undicesimo album in studio The Tortured Poets Department, rivelando anche una collaborazione con Post Malone nel brano Fortnight. Lo stesso Malone ha in seguito pubblicato un post sulle sue pagine social promuovendo l'album della Swift. L'album è stato pubblicato il 19 aprile successivo e Fortnight è stato selezionato come primo estratto, pubblicato in concomitanza con l'album di appartenenza. Nel giorno della pubblicazione, il brano ha infranto il record per il maggior numero di streaming ottenuto a livello globale per una canzone in un giorno, accumulando più di 25 milioni di stream e infrangendo il record precedentemente detenuto da All I Want for Christmas Is You della cantante statunitense Mariah Carey. Il brano ha debuttato alla vetta della Billboard Hot 100, diventando la quinta numero uno per Malone e il suo primo debutto al vertice, raggiungendo la prima posizione di oltre 10 classifiche mondiali e la top 5 di oltre 15 classifiche nel mondo. 
A marzo 2024, Post Malone ha collaborato con la cantante statunitense Beyoncé nel brano Levii's Jeans, aggiunto all'ottavo album in studio della cantante Cowboy Carter. Il cantante inizia ad avvicinarsi al genere country, annunciando il 2 maggio 2024 il brano I Had Some Help, pubblicato il 10 maggio come primo estratto dal prossimo sesto album in studio dell'artista. La canzone, che vede la partecipazione del cantante country statunitense Morgan Wallen, ha debuttato alla prima posizione della Billboard Hot 100, diventando la sesta numero uno di Malone e il suo secondo debutto al gradino più alto della classifica statunitense, ottenuto solamente tre settimane dopo che il brano Fortnight diventasse il suo primo debutto alla prima posizione. Nel giorno di pubblicazione del singolo, la Big Loud, casa discografica a cui appartiene l'artista, ha dichiarato che nel 2024 vedrà luce il sesto album in studio di Malone, il quale ruoterà tutto attorno al country.
Il 13 giugno 2024 l'artista annuncia che il 21 giugno seguente verrà pubblicato il secondo singolo del nuovo album, dal titolo Pour Me a Drink e che vede la collaborazione del cantante country statunitense Blake Shelton. Cinque giorni dopo, il 18 giugno, Post Malone annuncia che il nuovo album sarà intitolato F-1 Trillion, la cui pubblicazione è prevista per il 16 agosto successivo.

## Stile musicale
La musica di Post Malone è stata descritta come una «miscela di country, grunge, hip-hop e R&B» mentre le sue abilità vocali sono definite come "laconiche". Jon Caramanica del New York Times ne ha elogiato la capacità di «porsi in linea tra cantare e rappare, hip-hop e folk elettrici». Lo stesso Malone, in quanto artista versatile, considera la propria musica «senza genere».
Post ha citato Bob Dylan come un'influenza significativa per la sua musica, definendolo «un genio» e «un Dio», sebbene la sua musica sia «più lontana dal rock and roll». Post ha anche menzionato il rapper 50 Cent, elogiandolo in quanto «leggenda».

## Altre attività
Appassionato del gioco di carte collezionabili Magic: l'Adunanza, nel 2022 ha collaborato con l'editore Wizards of the Coast per la creazione di due set speciali: "Secret Lair x Post Malone: Backstage Pass", con carte che lo rappresentano nel titolo e nell'immagine, e "Secret Lair x Post Malone: The Lands", con carte che mostrano i suoi tatuaggi nell'immagine e testi scritti da lui. Ha curato la colonna sonora del videogioco WWE 2K24 ed è stato inserito come personaggio giocabile nel DLC a pagamento "Post Malone Pack".

## Controversie

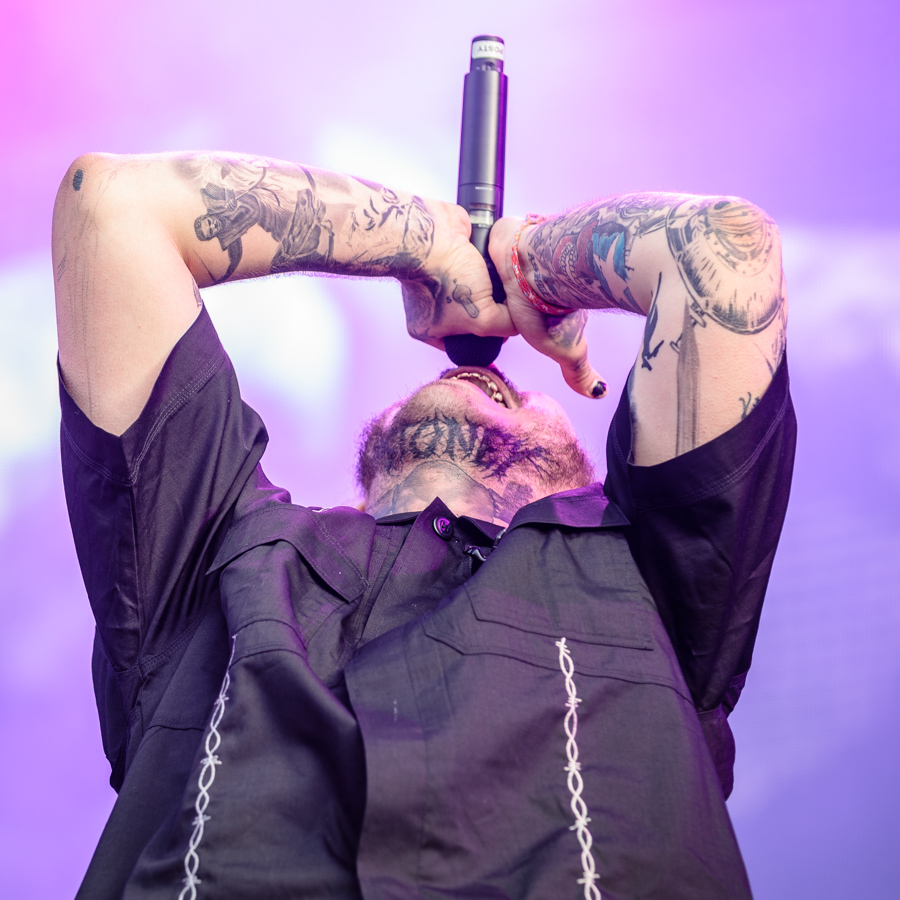
Il tatuaggio "STONEY" di Malone sotto il mento è il titolo del suo album di debutto

Malone è stato definito un «avvoltoio culturale» più volte sui social media, poiché è stato accusato di «essersi appropriato» della cultura afroamericana. Il rapper californiano Lil B ha scritto su Twitter nell'ottobre 2017: «Post Malone si sta lentamente trasformando in un tizio bianco!, fra un po' di anni sarà legato troppo al suo paese e odierà le persone di colore»; Post ha replicato durante un'intervista che il colore della sua pelle è stato «utilizzato contro di lui». In un'altra intervista concessa a GQ e avvenuta alcuni giorni dopo, Post ha dichiarato che «essere un rapper bianco è una lotta continua».
In un'intervista con NewOnce del novembre 2017, Malone ha affermato che la musica hip hop moderna manca di «gente che parla di cose vere» e ha aggiunto che «se stai cercando testi, se stai cercando di piangere, se stai cercando di pensare alla vita, non ascoltare l'hip-hop». I suoi commenti hanno generato una reazione negativa sui social media, attirandosi le critiche anche da parte di colleghi rapper come il sopracitato Lil B e Vince Staples. Malone in seguito è apparso in un video su Twitter, dichiarando di aver bevuto parecchia birra durante il corso dell'intervista, anche se NewOnce ha smentito tale affermazione. Tramite un secondo video su Twitter, Post ha rivangato il proprio amore e rispetto verso il genere dell'hip-hop, aggiungendo che lui non è nessuno per dire alle persone di ascoltare o meno il genere o di fronte a cosa emozionarsi.

## Vita privata
Post Malone ha avuto una relazione di tre anni con Ashlen Diaz, terminata nel novembre 2018.
Gran parte del suo corpo è ricoperta da tatuaggi di vario genere. Il suo primo tatuaggio è stato il coniglietto di Playboy fatto con l'amico Justin Bieber. Un altro tatuaggio è quello col volto di Lil Peep sul suo braccio sinistro: i due erano molto legati e Post ritiene che Peep avrebbe cambiato la musica per sempre grazie al suo stile unico.
Post Malone possiede un bunker in Nevada che ha fatto costruire nel caso di guerra nucleare o qualsiasi altra catastrofe.

## Discografia

### Album in studio
- 2016 – Stoney
- 2018 – Beerbongs & Bentleys
- 2019 – Hollywood's Bleeding
- 2022 – Twelve Carat Toothache
- 2023 – Austin
- 2024 – F-1 Trillion

### Raccolte
- 2023 – The Diamond Collection

## Filmografia

### Cinema
- Spenser Confidential, regia di Peter Berg (2020)
- La furia di un uomo - Wrath of Man (Wrath of Man), regia di Guy Ritchie (2021)
- Road House, regia di Doug Liman (2024)
- Dear Santa, regia di Bobby Farrelly (2024)

### Televisione
- Cacciatori di fantasmi (Ghost Adventures) – docu-reality, episodio 15x11 (2018)

### Doppiatore
- Spider-Man - Un nuovo universo (Spider-Man: Into the Spider-Verse), regia di Bob Persichetti, Peter Ramsey e Rodney Rothman (2018)
- Spider-Man: Across the Spider-Verse, regia di Joaquim Dos Santos, Kemp Powers e Justin K. Thompson (2023)
- Tartarughe Ninja - Caos mutante (Teenage Mutant Ninja Turtles: Mutant Mayhem), regia di Jeff Rowe (2023)

## Tournée
- 2017 – Stoney Tour
- 2018/19 – Beerbongs & Bentleys Tour
- 2019/20 – Runaway Tour
- 2022/23 – Twelve Carat Tour
- 2023 – If Y'all Weren't Here, I'd Be Crying Tour
- 2024 – F-1 Trillion Tour

## Riconoscimenti
Post Malone ha ricevuto vari riconoscimenti, tra cui tre American Music Award, dieci Billboard Music Awards, tre iHeartRadio Music Awards e un MTV Video Music Award.